# Lee Heung-Soon
Lee Heung-Soon (en coreano: 이흥순; 19 de noviembre de 1971) es una deportista surcoreana que compitió en bádminton. Ganó una medalla de bronce en el Campeonato Mundial de Bádminton de 1991 en la prueba individual.

## Palmarés internacional
| Campeonato Mundial | Campeonato Mundial     | Campeonato Mundial | Campeonato Mundial |
| Año                | Lugar                  | Medalla            | Prueba             |
| ------------------ | ---------------------- | ------------------ | ------------------ |
| 1991               | Copenhague (Dinamarca) | Medalla de bronce  | Individual         |